# Corticata
Corticata é um clado sugerido por Cavalier-Smith para agrupar os supergrupos de Eukarya,  Archaeplastida e Chromalveolata.